# Кречунелу-де-Сус
Кречунелу-де-Сус (рум. Crăciunelu de Sus) — село у повіті Алба в Румунії. Входить до складу комуни Четатя-де-Балте.
Село розташоване на відстані 244 км на північний захід від Бухареста, 47 км на схід від Алба-Юлії, 80 км на південний схід від Клуж-Напоки, 124 км на північний захід від Брашова.

## Населення
За даними перепису населення 2002 року у селі проживали 179 осіб, усі — румуни. Усі жителі села рідною мовою назвали румунську.